# Randall Brenes
Randall Eduardo Brenes Moya (San José, 13 agosto 1983) è un ex calciatore costaricano, di ruolo attaccante.

## Carriera

### Nazionale
Viene convocato come capitano della Costa Rica per la Copa América 2011 in cui risulta essere il primo giocatore espulso avendo preso il cartellino rosso nella prima partita della Costa Rica (Colombia-Costa Rica 1-0).